# Saisons de La Villa des cœurs brisés
Cet article présente les diverses saisons de La Villa des cœurs brisés.

## Saison 1 (2015-2016)
La première saison a été diffusée sur NT1 du 16 novembre 2015 au 8 janvier 2016 et s'est déroulée au Mexique, à Tulum. Dix candidats composent le casting initial, auxquels s'ajoutent trois candidats arrivés en cours d'aventure.
Cette saison a réuni en moyenne 256 000 téléspectateurs soit 2,2 de PDM, un score très moyen pour la chaîne.

## Saison 2 (2016-2017)
La deuxième saison a été officialisée par la chaîne le 25 mars 2016. Le tournage a eu lieu à Las Terrenas en République dominicaine du 29 avril 2016 au 11 juin 2016.
Un prime-time inaugural a été diffusé sur NT1 le 17 novembre 2016 à 23 h, puis les quotidiennes du lundi au vendredi à 18 h 35 sont diffusées du 21 novembre 2016 au 3 février 2017. Après chaque quotidienne, vers 19 h 15, est diffusé un débrief présenté par Christophe Beaugrand et Elsa Fayer. Lucie, la love coach, est également présente sur le plateau afin de décrypter les différentes histoires qui se forment dans l'émission, et donne des conseils en amour.
Treize candidats forment le casting initial, rejoints par cinq autres candidats au cours de l'aventure. Parmi ces candidats, un couple participe à l'émission dans le but de se tester et se reconstruire avec les conseils de la love coach.
La nouveauté cette saison est la villa des amis. C'est dans cette villa que les "Cœurs brisés" peuvent inviter les prétendants avec lesquels ils ont noué une bonne relation.
Cette seconde saison a réuni en moyenne 495 000 téléspectateurs soit 2,6 de PDM, un très bon score pour la chaîne en nette hausse par rapport à la saison précédente.

## Saison 3 (2017-2018)
La troisième saison a été confirmée le 27 mars 2017 et se déroule à Saint-Martin, dans les Antilles françaises. Le tournage a débuté le 12 mai 2017.
Une émission de lancement a été diffusée en seconde partie de soirée sur NT1 le 7 décembre 2017 à 23 h, puis les quotidiennes du lundi au vendredi à 19 h sont diffusées du 11 décembre 2017 (NT1) au 13 avril 2018 (TFX). Cette saison, Le Débrief n'a pas été renouvelé.
Le casting initial est composé de treize candidats. Parmi les nouveautés cette année, Lucie organise désormais des coachings de groupe, permettant de renforcer les liens unissant les Cœurs brisés. De plus, trois chambres d'amis se trouvent dans la maison pour les prétendants. Cependant, pour pouvoir en accueillir un, le candidat doit recevoir l'accord de tous les Cœurs brisés.
Pendant l'émission, les candidats ont accueilli divers invités.
Cette troisième saison a réuni en moyenne 423 000 téléspectateurs soit 2,1% de PDM, un bon score pour la chaîne en nette baisse par rapport à la saison précédente

## Saison 4 (2018-2019)
La quatrième saison est confirmée à la suite du succès de la précédente et se déroule en République dominicaine, dans les Caraïbes. Le tournage débute le 5 mars 2018 et se termine le 19 avril 2018. Elle a été diffusée du 17 décembre 2018 au 29 mars 2019.
Le casting initial, officialisé par la chaîne le 13 avril 2018, est composé de quatorze candidats, qui sont ensuite rejoints en cours d'aventure par quatre autres.

## Saison 5 (2019-2020)
La cinquième saison est confirmée malgré à la baisse de la précédente et se déroule à la Playa del Carmen, au Mexique. Le tournage débute le 19 septembre 2019 et se termine le 4 novembre 2019. Elle a été diffusée à partir du 25 novembre 2019 jusqu'au 13 mars 2020.
Le casting initial, officialisé par la chaîne le 5 novembre 2019, est composé de seize candidats
Lors du patio Léana Zaoui (Les Anges 10 et 11) est venue rompre avec Thomas, Alexandre Tello (L’Île de la tentation 9) est venu pour parler de sa relation avec Tyla à Johnathan, Simo a rompu avec Léa Dobrev. Hugo Costa, l’ex de Julie est venu pour la récupérer et Molie Pasqualini (L’Île de la tentation 9) est venu pour reconquérir Kevin. Astrid a eu un appel visio avec son ex Fabien Sisik (JLC Family), elle a quitté l’aventure pour le rejoindre. Vincent a également retrouvé son frère Gilles pour lui parler de sa relation avec Rym, elle a donc pu le rencontrer. Clarissa Ferrari, la sœur de Nicolo est venue pour l'aider dans son coaching, elle a également eu un date avec Dany et Lalou. Dany a reçu un message de sa sœur Katy qui l’encourager dans sa problématique.

## Saison 6 (2021)
Le tournage d'une sixième saison a lieu en septembre 2020, « dans le sud de la France », plus précisément en Corse, d'après Antoine Henriquet, directeur de Ah! Production, qui produit l'émission de TFX.
La pandémie de Covid-19 a nécessité la mise en place des mesures sanitaires draconiennes : confinement préalable au début de tournage, tests répétés... Ces mesures ont été mises en place à la suite de concertations avec des médecins.
Alors que la saison devait commencer initialement le 16 novembre 2020, le lancement fut repoussé au 15 février 2021 en raison selon TFX de la crise sanitaire pour finir le 25 juin 2021.

## Saison 7 (2022)
Le tournage d'une septième saison a lieu en février 2022 en République dominicaine.
Le casting initial, officialisé par la chaîne le 9 mars 2022, est composé de quatorze candidats, sept cœurs brisés et sept séducteurs. Cette année Lucie Mariotti est accompagné de la "Love Team" constituée du couple Jesta Hillmann et Benoit Assadi, candidats de "La Bataille des Couples" et de Stéphanie Clerbois, candidate emblématique de la saison 3,.
Elle est diffusée du 28 mars 2022 au 1er juillet 2022 sur TFX.

## Saison 8 (2023)
Le 30 janvier 2023, la production annonce le début du tournage au Mexique avec un casting presque uniquement composé de candidats anonymes. Cette saison est diffusée du 3 avril au 30 juin 2023 sur TFX.

## Saison 9 (2024)
La saison 9 est tournée en Indonésie sur l’île de Bali. Elle marque le retour de Lucie Mariotti qui avait annoncé quitter l'émission à l'issue de la saison 8.
Cette saison a été diffusée du 12 août au 25 octobre 2024 sur TFX.

## Saison 10 (2025)
La saison 10 est tournée entre le 7 avril 2025 et le 28 avril 2025 en Indonésie sur l’île de Lombok. Elle est diffusée à partir du 11 août 2025 sur TFX.

## Candidats récurrents
Dans ce tableau figurent les candidats qui ont participé à au moins 2 saisons de La Villa des cœurs brisés.
| Participant(e)s            | Saisons                        | Saisons                        | Saisons                        | Saisons                        | Saisons                        | Saisons                        | Saisons                        | Saisons                        | Saisons                        | Saisons                        |
| Participant(e)s            | 1                              | 2                              | 3                              | 4                              | 5                              | 6                              | 7                              | 8                              | 9                              | 10                             |
| -------------------------- | ------------------------------ | ------------------------------ | ------------------------------ | ------------------------------ | ------------------------------ | ------------------------------ | ------------------------------ | ------------------------------ | ------------------------------ | ------------------------------ |
| Martika Caringella         | Participant à la/aux saison(s) | Participant à la/aux saison(s) |                                |                                |                                |                                |                                |                                |                                |                                |
| Jazmin "Jazz" Lanfranchi   |                                | [ 22 ]                         | [ 22 ]                         |                                |                                | [ 23 ]                         |                                |                                |                                |                                |
| Vanessa Lawrens            |                                | Participant à la/aux saison(s) | Participant à la/aux saison(s) |                                |                                |                                |                                |                                |                                |                                |
| Julien Guirado             |                                | Participant à la/aux saison(s) |                                | Participant à la/aux saison(s) |                                |                                |                                |                                |                                |                                |
| Anthony Matéo « Antho »    |                                | Participant à la/aux saison(s) |                                |                                | Participant à la/aux saison(s) |                                | Participant à la/aux saison(s) |                                | [ 24 ]                         |                                |
| Vincent Queijo             |                                | Participant à la/aux saison(s) |                                |                                | Participant à la/aux saison(s) |                                |                                |                                | Participant à la/aux saison(s) |                                |
| Mélanie Amar « Mélanight » |                                | Participant à la/aux saison(s) |                                |                                |                                | Participant à la/aux saison(s) |                                |                                |                                | Participant à la/aux saison(s) |
| Eddy Ben Youssef           |                                | Participant à la/aux saison(s) |                                |                                |                                | Participant à la/aux saison(s) |                                |                                |                                |                                |
| Vivian Grimigni            |                                |                                | Participant à la/aux saison(s) | Participant à la/aux saison(s) |                                | Participant à la/aux saison(s) |                                |                                |                                |                                |
| Beverly Bello              |                                |                                | Participant à la/aux saison(s) | Participant à la/aux saison(s) |                                |                                |                                |                                |                                |                                |
| Adrien Laurent             |                                |                                | [ 25 ]                         |                                | Participant à la/aux saison(s) |                                |                                |                                |                                |                                |
| Antonin Portal             |                                |                                | Participant à la/aux saison(s) |                                |                                | Participant à la/aux saison(s) |                                |                                |                                |                                |
| Stéphanie Clerbois         |                                |                                | Participant à la/aux saison(s) |                                |                                |                                | [ 26 ]                         |                                |                                |                                |
| Rémi Notta                 |                                |                                | Participant à la/aux saison(s) |                                |                                |                                | [ 27 ]                         |                                |                                |                                |
| Virginie Conte             |                                |                                |                                | [ 28 ]                         | [ 28 ]                         |                                |                                |                                |                                |                                |
| Lalou Sitayeb              |                                |                                |                                | [ 29 ]                         | [ 29 ]                         |                                |                                |                                |                                |                                |
| Dylan Thiry                |                                |                                |                                | Participant à la/aux saison(s) |                                | Participant à la/aux saison(s) |                                |                                |                                |                                |
| Sarah Lopez                |                                |                                |                                | Participant à la/aux saison(s) |                                | Participant à la/aux saison(s) |                                |                                |                                |                                |
| Cassandra Jullia           |                                |                                |                                |                                | Participant à la/aux saison(s) | Participant à la/aux saison(s) | Participant à la/aux saison(s) |                                |                                |                                |
| Théo Sentenac              |                                |                                |                                |                                | Participant à la/aux saison(s) | Participant à la/aux saison(s) |                                |                                |                                |                                |
| Julie Bertin               |                                |                                |                                |                                | Participant à la/aux saison(s) | Participant à la/aux saison(s) |                                |                                |                                |                                |
| Léana Zaoui                |                                |                                |                                |                                | Participant à la/aux saison(s) | Participant à la/aux saison(s) |                                |                                |                                |                                |
| Sarah Chouiekh « Fraisou » |                                |                                |                                |                                | Participant à la/aux saison(s) | Participant à la/aux saison(s) |                                |                                |                                |                                |
| Ahmed Harroun              |                                |                                |                                |                                | [ 30 ]                         | [ 30 ]                         |                                |                                |                                |                                |
| Clarysse Pereira           |                                |                                |                                |                                | [ 31 ]                         |                                |                                |                                |                                | Participant à la/aux saison(s) |
| Anissa Eply                |                                |                                |                                |                                |                                | [ 32 ]                         | [ 32 ]                         |                                |                                |                                |
| Maïssane Aghioul           |                                |                                |                                |                                |                                | Participant à la/aux saison(s) |                                |                                |                                | Participant à la/aux saison(s) |
| Giovanni Prat              |                                |                                |                                |                                |                                |                                | [ 33 ]                         |                                |                                | Participant à la/aux saison(s) |
| Patrick Fuhrer             |                                |                                |                                |                                |                                |                                |                                | [ 34 ]                         | [ 34 ]                         |                                |
| Solène Fouquez             |                                |                                |                                |                                |                                |                                |                                | Participant à la/aux saison(s) | Participant à la/aux saison(s) |                                |
| Gabriel Ayuso              |                                |                                |                                |                                |                                |                                |                                |                                | Participant à la/aux saison(s) | Participant à la/aux saison(s) |
| Marwa Merazka              |                                |                                |                                |                                |                                |                                |                                |                                | Participant à la/aux saison(s) | Participant à la/aux saison(s) |